# Gracillaria chalcanthes
Gracillaria chalcanthes là một loài bướm đêm thuộc họ Gracillariidae. Nó được tìm thấy ở Myanmar.